# Anselmo Müller
Dom Anselmo Müller, MSF (Santa Cruz do Sul, 22 de fevereiro de 1932 — Passo Fundo, 24 de março de 2011) foi um bispo católico brasileiro da Congregação dos Missionários da Sagrada Família. Foi o terceiro bispo de Januária.

## Biografia
Dom Anselmo foi ordenado padre no dia 10 de dezembro de 1961. Em 25 de abril de 1984 foi nomeado bispo de Januária e recebeu a ordenação episcopal no dia 24 de junho do mesmo ano, sendo ordenado por Dom Alberto Frederico Etges, bispo de Santa Cruz do Sul na época.
Em 12 de novembro de 2008 foi aceito seu pedido de renúncia, tornando-se então bispo emérito de Januária. Seu lema episcopal era Que todos tenham vida. Faleceu aos 79 anos de idade em Passo Fundo, vitimado por um aneurisma cerebral.